# Zdolność kredytowa
Zdolność kredytowa – zdolność kredytobiorcy, czyli podmiotu ubiegającego się o kredyt, do spłaty kwoty kredytu (rozumianego jako kapitał wraz z odsetkami) w umownych terminach płatności.

## Definicja i ocena stanu zdolności kredytowej
Według polskiego prawa bankowego posiadanie przez podmiot tak rozumianej zdolności kredytowej jest warunkiem niezbędnym do uzyskania kredytu. W wyjątkowych sytuacjach banki mogą udzielić kredytu jednostce organizacyjnej nieposiadającej osobowości prawnej, osobie prawnej lub fizycznej nieposiadającej zdolności kredytowej, o ile przedłoży ona realny program uzdrowienia swojej sytuacji finansowej lub zgodzi się na ustanowienie szczególnego rodzaju zabezpieczenia. Oceny zdolności kredytowej banki dokonują samodzielnie i posiadają z reguły własne, stworzone w tym celu dedykowane metodyki oddzielne dla osób fizycznych, oddzielne dla przedsiębiorstw.
Ustawa z dnia 29 sierpnia 1997 roku – Prawo bankowe definiuje zdolność kredytową następująco: „Przez zdolność kredytową rozumie się zdolność do spłaty zaciągniętego kredytu wraz z odsetkami w terminach określonych w umowie”.

## Czynniki wpływające na zdolność kredytową
Instytucje kredytowe do wyliczania zdolności kredytowej konsumentów zajmują się dwoma obszarami: analizą ilościową wysokości i stabilności dochodów oraz analizą jakościową cech klienta. Do najważniejszych czynników wpływających na zdolność kredytową zalicza się m.in.:
- wysokość dochodów do dyspozycji osoby ubiegającej się o kredyt,
- źródła oraz systematyczność uzyskiwania dochodów,
- stan cywilny,
- profil klienta (dotychczasowa historia transakcji w danym banku czy instytucji),
- aktualne obciążenia i zobowiązania kredytowe,
- rodzaj oraz wysokość kredytu,
- okres kredytowania,
- rodzaj rat (równe lub malejące),
- dotychczasowa historia kredytowa,
- wiek kredytobiorcy,
- liczba osób w gospodarstwie domowym,
- wysokość wkładu własnego,
- dodatkowe zabezpieczenia (np. inna należąca do kredytobiorcy nieruchomość).